# Villaines-la-Juhel
Villaines-la-Juhel é uma comuna francesa na região administrativa do País do Loire, no departamento de Mayenne. Estende-se por uma área de 28.90 km². Em 2010 a comuna tinha 2 804 habitantes (densidade: 97 hab./km²).